# Dr. Bunion
Dr. Bunion è un cortometraggio muto del 1913. Il nome del regista non viene riportato nei credit del film che aveva come interpreti King Baggot e William Robert Daly.

## Produzione
Il film fu prodotto dall'Independent Moving Pictures Co. of America (IMP).

## Distribuzione
Il film - un cortometraggio di 150 metri - uscì nelle sale cinematografiche degli Stati Uniti, distribuito dall'Universal Film Manufacturing Company. Nelle proiezioni, veniva programmato con il sistema dello split reel, accorpato in un'unica bobina con un altro cortometraggio della IMP, la commedia A Winning Ruse.